# 托马斯·科尼什
托马斯·科尼什（英語：Thomas Cornish，2000年2月15日—），澳大利亚男子自行车运动员。他曾代表澳大利亚参加2022年英联邦运动会自行车比赛，获得男子团体竞速赛金牌和男子1公里计时赛银牌。